# جوردی روکا (بازیکن فوتبال)
جوردی روکا (انگلیسی: Jordi Roca؛ زادهٔ ۲۳ اوت ۱۹۸۹) بازیکن فوتبال اهل اسپانیا است.
از باشگاه‌هایی که در آن بازی کرده‌است می‌توان به باشگاه خیمناستیک تاراگونا اشاره کرد.